# برنامه فضایی نقشه‌بردار
برنامه فضایی نقشه‌بردار برنامه کاوش ناسا بود که از ژوئن ۱۹۶۶ تا ژانویه ۱۹۶۸، هفت فضاپیمای روباتیک را به سطح ماه فرستاد. هدف اصلی این مأموریت نشان دادن امکان‌پذیری فرود بر روی ماه بود. فضاپیمای نقشه‌بردار اولین فضاپیمای آمریکایی بود که به فرود نرم بر روی یک جسم فرازمینی دست یافت. در این مأموریت‌ها، این سفینه به‌طور مستقیم در مسیر برخورد به ماه سفر کرد، سفری که ۶۳ تا ۶۵ ساعت به طول انجامید و با کاهش سرعت کمی بیش از ۳ دقیقه تا فرود به پایان رسید.
این برنامه توسط آزمایشگاه پیش‌رانش جت (JPL) برای آماده شدن برنامه فضایی آپولو اجرا شد و در سال ۱۹۶۰ آغاز شد. JPL هواپیمای هیوز را در سال ۱۹۶۱ برای توسعه سیستم فضاپیما انتخاب کرد. هزینه کل برنامه نقشه‌بردار رسماً ۴۶۹ میلیون دلار بود.
پنج فروند از فضاپیمای نقشه‌بردار با موفقیت بر روی ماه فرود آمدند. دو مورد دیگر شکست خوردند: نقشه‌بردار ۲ پس از یک اصلاح ناموفق در اواسط مسیر با سرعت بالا سقوط کرد و نقشه‌بردار ۴ ۲٫۵ دقیقه قبل از فرود بر روی ماه ارتباط خود را از دست داد (احتمالاً منفجر شده‌است).
هر هفت فضاپیما هنوز روی ماه هستند. هیچ‌یک از مأموریت‌ها شامل بازگرداندن آنها به زمین نبود. برخی از قطعات نقشه‌بردار ۳ توسط خدمه آپولو ۱۲ به زمین بازگردانده شد که در سال ۱۹۶۹ در نزدیکی آن فرود آمد. دوربین این فضاپیما در موزه ملی هوافضای اسمیتسونین در واشینگتن دی‌سی به نمایش گذاشته شده‌است.